# Bikinia coriacea
Bikinia coriacea là một loài thực vật có hoa trong họ Đậu. Loài này được (Aubrev.) Wieringa miêu tả khoa học đầu tiên.